# 渡辺士式
渡辺 士式（わたなべ ことのり、生年不詳 - 明暦3年5月1日（1657年6月12日））もしくは武林治庵は、安土桃山時代から江戸時代前期にかけての人物。明の人物で、後に日本に渡来・帰化して医業、薬業で浅野家に仕えた。通称は治庵。もとの名は孟二寛。

## 生涯
孟二寛の出生には三つの説がある。
第一は、彼の出自を慶長の役で、明から派遣され全羅道の兵馬節度使李福男の息子の李聖賢の従者となっていた人物とし、李聖賢とともに毛利氏家臣の手により捕らえられ、日本に送られたというものである。
慶長2年（1597年）8月、全羅道南原城の戦いで、李氏朝鮮の李聖賢とともに城を脱出したが、阿曽沼元信の軍勢によって捕えられた。日本へ連れ帰られて広島に居住した。
第二は、浅野幸長とともに朝鮮に渡った浅野家家臣の亀田高綱が、府山において明軍と戦った際に生け捕りした「武林隆」（隆は「生」の上に「一」が付いた異体字）を孟二寛とするものである。彼はのちに幸長の弟の采女正（浅野長重、のちに赤穂藩となる浅野家分家の初代当主）に仕えることとなり、武林唯右衛門を名乗る。
第三は、二寛は単に寛永年間に長門国にたどり着いた渡来人だったというものである。
その後、長門国で医者になったとの記録もあるが、第二の説に従うと、彼は浅野家に医学をもって仕え、幸長の移封とともに広島に移り住んだと推定される。彼は故郷の杭州府銭塘県武林にちなみ、「武林治庵士式」と改名した。さらに日本人の渡辺氏から室を迎えると、このときに妻の氏をとって「渡辺治庵」と名乗った時期があるとみられている。士式には先妻がいたが、彼女との子供は武林姓を、渡辺氏女との子供は渡辺の名字を名乗ったとみられる。子の渡辺式重は、のちに赤穂藩の家臣に転じている。
明暦3年（1657年）に死去。広島の国泰寺に葬られた。
昭和20年（1945年）8月6日の原爆投下で墓は全焼全壊した。昭和53年（1978年）に国泰寺が広島市西区の己斐に移転した際、士式の墓も再建された。なお、二寛は孟子の子孫であったとの記述もある。孫の武林隆重は赤穂浪士の一人となり、浪士の中で唯一辞世の句を漢詩で残している。隆重の兄の渡辺半右衛門（勘助尹隆）は、大石良恭とともに広島藩に召し抱えられたが、曽孫の武林隆斌の代で断絶している。